# EPIC 206439513
EPIC 206439513 — одиночная звезда в созвездии Водолея на расстоянии приблизительно 1960 световых лет (около 601 парсека) от Солнца. Видимая звёздная величина звезды — +11,62m.
Вокруг звезды обращается, как минимум, одна планета.

## Характеристики
EPIC 206439513 — жёлто-белая звезда спектрального класса F. Масса — около 1,62 солнечной, радиус — около 1,85 солнечного, светимость — около 4,949 солнечных. Эффективная температура — около 6335 К.

## Планетная система
В 2018 году командой астрономов, работающих с фотометрическими данными в рамках проекта Kepler K2, было объявлено об открытии планеты.